# Chiddy Bang
Chiddy Bang — Американская поп-рэп группа, состоящая из Чидеры «Chiddy» Анемиджа и Ноа «Xaphoon Jones» Березина. Их познакомил бывший участник группы Закари Сиваль в конце 2008 года в их первый год учебы в Drexel University, который находится в родном городе Ноа, в Филадельфии. Их саунд основан на фьюжне и альтернативном хип-хопе с использованием семплов таких артистов как Ellie Goulding, Radiohead, Sufjan Stevens, Passion Pit, MGMT, и Yelle.

## Карьера
В конце февраля 2009 года, популярный музыкальный блог «Pretty Much Amazing» опубликовал пять песен Chiddy Bang с их странички на MySpace. Благодаря этому, группа вышла из андеграунда и их пригласили принять участие в качестве почетных гостей в шоу Swarthmore College в апреле 2009 года. «Pretty Much Amazing» продолжал время от времени публиковать новые  песни Chiddy Bang. В ноябре 2009 года дебютировал первый бесплатный микстейп группы «The Swelly Express». В четверг вечером, во время первой церемонии MTV Music Awards, Чидера «Chiddy» Анемидж из Chiddy Bang побил Рекорд Гиннесса по Самому продолжительному рэп-фристайлу. Chiddy вырвал корону из рук M-Eighty, побив рекорд 2009 года, читку рэпа в течение 9 часов 15 минут и 15 секунд, фристайла в течение 9 часов 18 минут и 22 секунд. Также, он побил рекорд D. O. (Дуэйн Гибсон из Канады) на Самую продолжительную рэп-запись. Запись D.O. была продолжительностью 8 часов 45 минут.
Группа также появились в популярной видео-игре NBA 2K12 с песней «Here We Go», записанной при участии Q-Tip, а также в игре Madden NFL 12 с песней «Mind Your Manners», записанной при участии Icona Pop. Одна из их самых известных песен, «Opposite of Adults», была использована в качестве саундтрека к игре «Need for Speed: Hot Pursuit».

## Дискография

### Студийные альбомы
- 2012: Breakfast

### Мини-альбомы
- 2010: The Opposite of Adults EP
- 2010: The Preview
- 2012: Mind Your Manners EP

### Микстейпы
- 2009: The Swelly Express
- 2010: Air Swell
- 2011: Peanut Butter and Swelly
- 2013: Crew Cuts by Hoodie Allen